# Stefan Kuntz
Stefan Kuntz (Neunkirchen, 30 de Outubro de 1962) é um ex-futebolista e treinador alemão. Atuou na Copa do Mundo de 1994.

## Títulos
Kaiserslautern
- Campeonato Alemão: 1991

Seleção Alemã
- Eurocopa: 1996
- Campeonato Europeu Sub-21: 2017

### Individuais
- Artilheiro do Campeonato Alemão: 1986 (22 gols); 1994 (18 gols)
- Futebolista Alemão do Ano: 1991